# Inga Fischer-Hjalmars
Inga Fischer-Hjalmars (née Fischer) née le 16 janvier 1918 à Stockholm et morte le 17 septembre 2008 à Lidingö, est une physicienne, chimiste, pharmacienne, humaniste suédoise, pionnière de la chimie quantique suédoise,.
Elle est l'un des pionniers dans l'application de la mécanique quantique pour résoudre des problèmes en chimie théorique. De renommée mondiale, Fischer-Hjalmars a également été présidente du Comité sur la Libre Circulation des Scientifiques au Conseil International des Unions Scientifiques.

## Biographie
Elle est la fille d'Otto Fischern, ingénieur en génie civil, et de Karen Beate Wulff. Elle obtient son premier diplôme en 1939, en pharmacie, puis sa maîtrise en 1944, en physique, chimie et mathématiques. Elle poursuit en troisième cycle, étant d'abord diplômée en mécanique, en 1949, puis en chimie, en 1950. Inga Fischer-Hjalmar épouse le professeur en génie mécanique Stig Hjalmar.
En 1949, elle commence à travailler sur son doctorat, qu'elle obtient en 1952 à l'Université de Stockholm, où elle devient professeur agrégé de mécanique et de physique mathématique. Au cours de la période de 1959-63, elle dirige aussi un service du laboratoire de physique mathématique de l'Institut Royal de Technologie. En 1963, à l'Université de Stockholm, Inga Fischer-Hjalmars devient la première femme professeur de physique théorique, discipline qu'elle enseigne déjà en tant que maitre de conférence. Elle succède à Oskar Klein à ce poste, et le reste jusqu'en1982. Elle est membre de l'Académie Internationale des Sciences Moléculaires Quantiques, de l'Académie Royale des Sciences, de l'Académie Royale danoise des Sciences et des Lettres, de l'Académie Mondiale de l'Art et des Sciences, et préside le Comité sur la Libre Circulation des Scientifiques au Conseil International des Unions Scientifiques.
Elle meurt le 17 septembre 2008, à Lidingö, en Suède.

## Distinction
- 1990, Prix des Droits de l'Homme des Scientifiques, de la New York Academy of Sciences[4].